# Хандашка кула
Хандашката кула (на гръцки: Πύργος Χάνδακα) е средновековно отбранително съоръжение, разположено на Долна Струма, край античния град Амфиполис, Северна Гърция.

## Местоположение
Кулата е разположена на десния бряг на Струма, срещу античния Амфиполис и другата средновековна византийска кула – Мармарската на левия. Около кулата останки от други укрепления. Двете кули, Мармарската и Хандашката, са охранявали Мармарския мост над Струма, известен още от Античността.

## История
До средата на ΧΙΧ век кулата е била известна като Кулата на Свети Георги, по името на едноименната църква, която се е намирала до нея.
Вероятно кулата, подобно на Мармарската, е от XIV век или малко по-рано. В района се е намирало средновековното село Хандак (Χάνδακας), споменато в редица атонски документи от XIV век (1318 – 1378), главно в преписката по спора между Хилендар и Зограф за водениците в района. Хандак, собственост на Зографския манастир, е споменато и в Калимановата грамота. Тоест кулата е служела за защита на метоха на Зограф и за охрана на моста над Струма, известен от Античността.

## Описание
Кулата е квадратна с вътрешни размери 7 m x 7 m. Дебелината на зидовете е 1,60 m. Оцелялата височина на кулата, която достига 8 m, както и разположението на гредите ни позволяват да предположим, че тя е била триетажна с площ на всеки етаж от около 49 m2. Подът на първия етаж се състои от изграден купол (арка), а останалите етажи са дървени. За статичното укрепване на сградата са използвани 12 външни подпори, докосващи стените, от които днес се виждат останки от три.
Почти целият първи етаж на кулата е заровен от насипи, дължащи се на наводненията на Струма до степен, че входът, който трябва да е бил от северната страна на около 2 m от основата, не се вижда.
Кулата е била защитена от малко укрепено заграждение с размери 12 m x 12,5 m, чиито руини могат да се видят от северната страна.